# LG G Watch
LG G Watch(代码：W100, 别名：Dory)是一款由LG和Google共同开发与设计，使用Android Wear的智能手表，并于2014年6月25日发售。G Watch带有一个经过修改以使之更加适应于可穿戴设备的Android版本，可以和运行Android  4.3以及更高版本的设备使用蓝牙LE连接。
G Watch在2014年于美国、加拿大、英国 、澳大利亚、法国、德国、印度、爱尔兰、意大利、日本、韩国、西班牙销售。
G Watch的同系列产品G Watch R则带有一个圆形的OLED屏幕。

## 硬件
G Watch获得了IP67级别的防水防尘测试。G Watch没有在机身上设计任何物理按钮，所有的操作都通过触摸屏来完成。此外，手表拥有快速表带更换设计，用户可以方便的更换手表的表带。

## 软件
G Watch使用基于Android Wear的系统，语言识别功能则基于Google Now功能实现。